# بروس كارسون
بروس كارسون هو محامي كندي، ولد في القرن العشرين.